# Anthemis rhodocentra
Anthemis rhodocentra là một loài thực vật có hoa trong họ Cúc. Loài này được Iranshahr mô tả khoa học đầu tiên năm 1982.